# Clofibrinsäure
Clofibrinsäure ist eine chemische Verbindung aus der Gruppe der Aryloxyalkancarbonsäuren.

## Gewinnung und Darstellung
Clofibrinsäure kann durch Reaktion von p-Chlorphenol mit Aceton und Chloroform in Gegenwart von Natriumhydroxid gewonnen werden.

## Eigenschaften
Clofibrinsäure ist ein weißer Feststoff, der schwer löslich in Wasser ist.

## Verwendung
Clofibrinsäure und seine Derivate werden als Medikament zur Senkung des Cholesterinspiegels im Blut verwendet. Die verwandte Verbindung Mecoprop wird als Pflanzenwachstumsregulator eingesetzt.

## Sicherheitshinweise
Einige als Fibrate (zum Beispiel Clofibrat oder Bezafibrat) bezeichneten Derivate der Clofibrinsäure werden im Körper zu dieser metabolisiert. Diese reichert sich wegen ihrer hohen mikrobiellen Persistenz und geringen Sorptionsfähigkeit im Grundwasser an.